# Mardoša
Mardoša, vlastním jménem Marek Huňát (* 13. ledna 1974 Praha), je český baskytarista. Působí v hudebních skupinách Tata Bojs a 2CV Band. Kromě hudební tvorby je aktivní rovněž jako publicista a diskžokej.

## Osobní život
Pochází z disidentské rodiny. Jeho otec Čestmír Huňát byl před listopadem 1989 aktivním činovníkem Jazzové sekce. Mardošova matka Dana Huňátová je vystudovaná ekonomka. Po roce 1989 působila v diplomatických službách, mj. jako velvyslankyně ve Finsku, Egyptě a Malajsii.
Mardoša vyrůstal v pražské vilové čtvrti Hanspaulka, jejímž je velkým patriotem. Vystudoval Střední průmyslovou školu sdělovací techniky s pražské Panské ulici.
Je velkým milovníkem francouzských filmových komedií 60. a 70. let. Tato záliba se promítla i do Mardošovy koupě automobilu Citroën 2CV (lidově zvaného kachna). Zároveň je členem hudební skupiny 2CV Band, která je složená z majitelů tohoto automobilu.

## Tata Bojs
Na základní škole založil Mardoša se svým spolužákem Milanem Caisem hudební skupinu Tata Bojs, ve které hrál od počátku na baskytaru. Třetím členem Tata Bojs byl v počátcích Marek Padevět zvaný Mareček.
S Tata Bojs vydal Mardoša 10 řadových alb a získal stejný počet cen Anděl (stav k 19. lednu 2025).

## Další aktivity
Mardoša se dlouhodobě věnuje psaní sloupků pro různá média. Rovněž vydal dvě knihy - Cool v plotě (1995) a Nanobook (2004). Koncem 90. let 20. století byl jedním z moderátorů televizního pořadu „60“. Na přelomu tisíciletí byl dramaturgem pražského hudebního klubu Delta, v nultých letech 21. století se živil jako copywriter reklamní agentury Ogilvy.